# Phorma
Phorma is een geslacht van vlinders van de familie slakrupsvlinders (Limacodidae).

## Soorten
- P. limbata Kiriakoff, 1954
- P. pepon Karsch, 1896
- P. subericolor Kiriakoff, 1954